# Ruská akademie divadelního umění
Ruská akademie divadelního umění (Rossijskaja akademia teatralnogo iskustva) dříve GITIS (Gosudarstvenyj institut teatralnogo iskustva Státní institut divadelního umění) sídlí v Moskvě.

## Historie
Vznikla 22. října 1878 jako hudební škola. Dramatické umění se zde začalo vyučovat v roce 1883 na dvou fakultách, a to herecké a režisérské. Patronát nad školou měli velkokníže Nikolaj Nikolajevič a velkokněžna Jelizaveta Fedorovna, která přidělila škole vysokoškolský statut. Od roku 1922 nesla škola název GITIS. Na divadelní fakultě vyučovali např. Vladimir Ivanovič Němirovič-Dančenko, Vsevolod Emiljevič Mejerchold, Orlov, Irina Anisimova - Vulf, Jurij Zavadskij a řada dalších. Institut absolvovala celá řada herců a režisérů nejen z Ruska. Od roku 1991 nese škola název RATI-GITIS. Absolventy GITIS jsou například Leoš Suchařípa (katedra dramaturgie), Jurij Galin (katedra režie) nebo Libuše Hynková (katedra choreografie).